# Nebe-Quartett
Das Nebe-Quartett war ein deutsches Männergesangsquartett.

## Geschichte
Es wurde von dem deutschen Unterhaltungssänger und Bassisten Carl Nebe gegründet. Nach diversen Engagements in der Provinz siedelte das Nebe-Quartett 1898 nach Berlin um. Dort schloss Nebe mit verschiedenen Walzen- bzw. Schallplattenfabrikanten Verträge ab. Das Quartett zählte zu den erfolgreichsten in der Frühzeit der Tonaufzeichnung; allein zwischen 1908 und 1911 machte es knapp 250 Aufnahmen.
In erster Besetzung bestand das Quartett aus
- Carl Nebe selbst (Bass),
- dem Ersten Tenor Felix Hamann,[4]
- dem Zweiten Tenor Ludwig Schubert und
- dem Baritonisten Frans (Franz) Brovier (auch: Browier, Bruwire).

Die spätere Besetzung des Quartetts lautete:
- August Bockmann (1. Tenor),
- Max Kuttner (2. Tenor),
- Reinhold Niemeier (Bariton) und
- Carl Nebe (Bass).[5]

Während Nebe für die Deutsche Grammophon unter seinem Namen sang, firmierte er für die Zonophon als Karl Rapp. Bei der Edison-Gesellschaft hieß er Karl Hofmann. Das Quartett sang auf anderen Marken als der Grammophon und ihrer Ableger auch unter den Bezeichnungen Browier-Hamann-Nebe-Quartett (Lindström, Odeon), „Browier-Hamann, Deutsches Männer-Quartett“ (Homokord/Homocord), ja sogar als Hamann-Nebe-Quartett (Artiphon/Hertie). Ob diese Namensänderungen auch Wechsel in der Besetzung bezeichneten, ist nicht bekannt. Der Angabe, dass sich die Gruppe 1914 aufgelöst habe steht entgegen, dass es Aufnahmen mit dem „Nebe-Quartett“ auch noch nach dem Ersten Weltkrieg bis in die Zeit der elektrischen Aufnahmetechnik nach 1926 gegeben hat, wenn man den Schallplattenetiketten glauben darf.

## Repertoire
Das Nebe-Quartett trug deutsche Volkslieder wie Silchers In einem kühlen Grunde mit dem Text von Glück, Ännchen von Tharau oder Am Brunnen vor dem Tore ebenso vor wie vaterländische Lieder wie Die Wacht am Rhein oder Heil Dir im Siegerkranz, hatte aber auch keine Scheu vor dem Liedgut der Arbeiterbewegung und sang die Arbeitermarseillaise von Andorf, den Sozialistenmarsch von Carl Gramme oder das beliebte Ein Sohn des Volkes von Pfeil. Auch Studentenlieder wie Bemooster Bursche, zieh’ ich aus von Methfessel oder Ich lobe mir das Burschenleben nahm es auf. Daneben stand das deutsche Kunstlied von Franz Schuberts Am Meer bis zu der Liedbearbeitung Hymne an die Nacht nach Ludwig van Beethoven auf dem Programm. Choräle, Weihnachts- und Kirchenlieder wie Großer Gott wir loben dich, Nun danket alle Gott, das berühmte Niederländische Dankgebet (Wir treten zum Beten), Mendelssohns Es ist bestimmt in Gottes Rat und Bortnianskis Ich bete an die Macht der Liebe durften ebenfalls nicht fehlen. Heimatlieder und Volkstümliches wie Thomas Koschats Verlassen bin i oder Wo die Alpenrosen blüh’n, Zu Mantua in Banden und Zwei verlassene Italiener von Peuschel rührten die Zuhörer an und wurden demgemäß nachgefragt. Selbst technische Neuheiten wie den Zeppelin besang das Quartett.

## Tondokumente (Auswahl)
- Aufnahmen von Carl Nebe:
  - Die Zauberflöte von Mozart: O Isis und Osiris. Carl Nebe, Bass, mit Kgl. Opernchor und Orchester - Homokord No. 1712, ca. 1905[14]
  - Der Bergmann (Neumann) Carl Nebe, Baß. Konzertsänger. Goldora 3269 (mx. 3325)[15]
  - Der König von Thule. Konzertsänger Karl Nebe, Bariton. Derby Record 1634 a [sic][16]
  - Wenn ich einmal der Hergott wär. Konzertsänger Karl Nebe, Bariton. Derby Record 1634 b[17]

- Aufnahmen des Carl Nebe-Quartetts:
  - Am Meer (Schubert) Nebe-Quartett mit Piston-Begleitung Berlin. Favorite 1–19 653 (mx. 2873-b-) 16.06.11[18]
  - Sturmbeschwörung (J. Dürner) Nebe-Quartett Berlin. Favorite 1–19 665 (mx. 2325) 20.06.11[19]
  - Sonntag ist’s! Lied im Volkston (Simon Breu) Nebe-Quartett. Homokord 11 106 (15 12 8 A)[20]
  - Heimkehr (Horch die alten Eichen rauschen) Lied (Johann Gelbke) Nebe-Quartett.  Homokord 11 105 (mx. 25 8 9 A)[21]
  - Weihnachtslied „Stille Nacht heilige Nacht“, gesungen vom Carl Nebe-Quartett mit Glockenspiel. Jumbo Record A.47 291. Aufnahme aus dem Jahr 1910, Platte spätestens 1912 gepresst.[22]